# 土砂条例
土砂条例（どしゃじょうれい）とは地方自治体の条例。別名は残土条例。
土砂の不適正な処理と埋立てに伴う災害の発生防止を目的としている。一定規模以上の土地の埋立て等について、埋め立てを行うことを許可制とし、土砂の性質や安全性、埋立て等に用いる土砂の数量および施工計画等を事前に審査することを規定している。

## 府県の条例
| 府県     | 条例名                                                                   |
| -------- | ------------------------------------------------------------------------ |
| 宮城県   | 土砂等の埋立て等の規制に関する条例                                       |
| 福島県   | 福島県産業廃棄物等の処理適正化条例                                       |
| 茨城県   | 茨城県土砂等による土地の埋立等の規制に関する条例                         |
| 栃木県   | 栃木県土砂の埋立て等による土壌の汚染及び災害の発生防止条例               |
| 群馬県   | 群馬県土砂等による埋立て等の規制に関する条例                             |
| 埼玉県   | 埼玉県土砂の排出、たい積等の規制に関する条例                             |
| 千葉県   | 千葉県土砂等の埋め立て等による土壌の汚染及び災害の発生の防止に関する条例 |
| 神奈川県 | 神奈川県土砂の適正処理に関する条例                                       |
| 新潟県   | 新潟県盛土等の規制に関する条例                                           |
| 山梨県   | 山梨県土砂の埋立て等の規制に関する条例                                   |
| 長野県   | 長野県土砂等の盛土等の規制に関する条例                                   |
| 岐阜県   | 岐阜県埋立て等の規制に関する条例                                         |
| 静岡県   | 静岡県盛土等の規制に関する条例                                           |
| 三重県   | 三重県土砂等の埋立て等の規制に関する条例                                 |
| 京都府   | 京都府土砂等による土地の埋立て等の規制に関する条例                       |
| 大阪府   | 大阪府土砂埋立て等の規制に関する条例                                     |
| 兵庫県   | 産業廃棄物等の不適正な処理の防止に関する条例                             |
| 和歌山県 | 産業廃棄物の保管及び土砂等の埋立て等の不適正処理防止に関する条例         |
| 鳥取県   | 鳥取県盛土等に係る斜面の安全確保に関する条例                             |
| 広島県   | 広島県土砂の適正処理に関する条例                                         |
| 徳島県   | 徳島県生活環境保全条例                                                   |
| 愛媛県   | 愛媛県土砂等の埋立て等による土壌の汚染及び災害の発生の防止に関する条例   |
| 高知県   | 高知県土砂等の埋立て等の規制に関する条例                                 |
| 福岡県   | 福岡県土砂埋立て等による災害の発生の防止に関する条例                     |
| 佐賀県   | 佐賀県土砂等の埋立て等による土壌の汚染及び災害の発生の防止に関する条例   |
| 大分県   | 大分県土砂等のたい積行為の規制に関する条例                               |